# Rob Schmeits
Rob Schmeits (Sittard, 11 juni 1994) is een Nederlandse handballer die sinds 2013 bij Limburg Lions speelt.

## Biografie
Schmeits doorliep de jeugdopleiding bij HV Sittardia, hierna ging hij spelen bij Limburg Lions, ook in Sittard. 